# 그래비티 본
그래비티 본(Gravity Bone)은 블렌도 게임스에서 개발하고 출시한 2008년 프리웨어 어드벤처 게임이다. 이 게임은 원래 퀘이크 2에 사용되었던 이드 소프트웨어의 이드 테크 2 엔진의 수정된 버전을 사용하고 원래 사비에르 쿠가트가 펼쳤던 왕가와이 감독의 영화 음악을 통합한다. 1년 간의 개발 기간 동안 4개의 게임 버전이 제작되었다. 첫 번째 버전은 출시된 버전보다 더 일반적인 1인칭 슈팅 요소를 선보였다. 후속 버전은 보다 스파이 지향적인 게임 플레이를 포함하면서 새로운 방향으로 전환되었다. 이 게임은 2008년 8월 마이크로소프트 윈도우용으로 출시되었다.
그래비티 본은 비디오 게임 저널리스트로부터 비평가들의 찬사를 받았다. IGN의 찰스 오니엣(Charles Onyett)은 이를 "경험하는 즐거움"이라고 평가했으며 팀 포트리스 2 및 포탈과 같은 게임과 비교를 받았다. 이 게임은 응집력 있는 스토리, 분위기, 그리고 서두르거나 불완전하다는 느낌 없이 매우 짧은 시간 동안 플레이어의 관심을 사로잡는 능력으로 인해 칭찬을 받았다. 2008년 게임 터널(Game Tunnel)의 특별상에서 "최고의 아트하우스 게임" 상을 받았다. 속편인 서드 플라이트 오브 러빙(Thirty Flight of Loving)이 2012년에 출시되었다.